# پلانک (ماهواره)

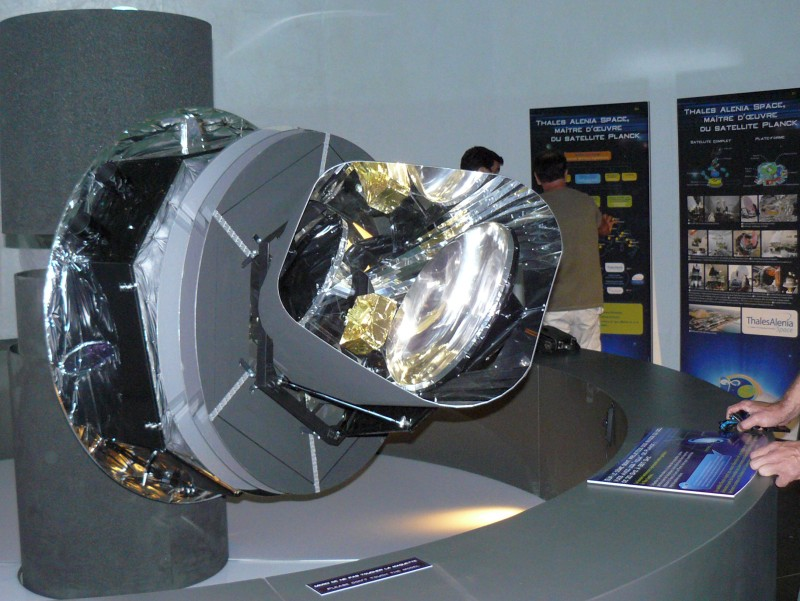

ماهوارهٔ پلانک، یک فضاپیمای طراحی‌شده در مرکز فضایی مندلیی کن است و هدف آن مشاهدهٔ ناهمسانگردیهای تابش زمینهٔ کیهانی (سی‌ام‌بی) در تمام آسمان، با استفاده از حساسیت و تفکیک زاویه‌ای بالا است.